# Протести в аеропортах США проти «антимігрантського» указу Дональда Трампа
28 січня 2017 року тисячі людей зібралися на протести проти «антимігрантського» указу Дональда Трампа у міжнародному аеропорту імені Джона Кеннеді в Нью-Йорку, який забороняє в'їзд біженцям та іншим відвідувачам з низки країн, в основному мусульманських. За даними різних джерел акція зібрала понад 2000 людей.

## Передісторія
27 січня 2017 року президент США Дональд Трамп підписав указ, який на 120 днів призупинив можливість в'їзду до країни всім біженцям, а біженцям із Сирії — на невизначений термін. Указ також забороняє в'їзд до США на 90 днів громадянам Ірану, Іраку, Лівії, Судану, Сирії та Ємену . Власники Грінкартки теж потрапили під дію цього указу.
28 січня в аеропортах США затримали чи відправили назад приблизно 27 авіапасажирів. Станом на 29 січня дія цього указу поширилася на приблизно 375 мандрівників. Двох затриманих іракців випустили з аеропорту о 18:00 EST, ще 11 затриманих залишилися. Одним із затриманих в аеропорту був Хамід Джалід Дарвіш (англ. Hameed Jhalid Darweesh), іракський перекладач Армії США. Дарвіша тримали 12 годин без можливості зв'язатися із адвокатами. Президент Трамп повідомив Christian Broadcasting Network (CBN), що біженці-християни матимуть пріоритет в отриманні статусу біженця у США.

## Протест
Протест розпочався 28 січня із невеликої групи людей близько 11 години ранку. Протестувальники зібралися перед Терміналом 4, куди прибувають міжнародні авіарейси. Натовп збільшився після закликів у соцмережах адвокаційних груп, таких як Нью-Йоркська імміграційна коаліція (англ. New York Immigration Coalition). Люди зібралися, щоб засудити указ Трампа та показати свою підтримку біженцям та іммігрантам. До заходу сонця демонстрантів стало достатньо багато, щоб вони зайняли парковку біля терміналу. Протестанти принесли транспаранти, виголошували слогани та назвали цю подію «баном мусульман» (англ. Muslim Ban). Вони переходили від терміналу до терміналу. Такий же протест відбувся ввечері у Порт-Річмонді, округ Стейтен-Айленд.
Серед інших груп, які взяли участь у протестах, були Make the Road New York, Jews for Racial and Economic Justice (JFREJ) та Black Latino Asian Caucus members. Із 18:00—19:00 водії таксі New York Taxi Workers Alliance (NYTWA) перестали приймати замовлення пасажирів з аеропорту, протестуючи проти затримань. Ввечері поліція не допускала людей без авіаквитків на AirTrain. Після 20:00 губернатор Ендрю М. Куомо сказав, щоб людей пускали на потяг знову.
Пізно ввечері 28 січня Енн М. Донеллі, федеральний суддя в окрузі Бруклін, заблокувала частину указу, «забезпечивши миттєвий пропуск десяткам затриманих в аеропортах по цілій країні». Федеральні окружні суди США у Сіетлі та Вірджинії видали схожі постанови. Це дозволить залишитися у країні тим людям, що мають діючі візи. Однак, юристи із ACLU та Захарій Менфреді (англ. Zachary Manfredi) із Yale's Worker and Immigrant Rights Advocacy Clinic застерігають, що осіб, затриманих в аеропортах, все ще можуть перемістити до різних місць утримання під вартою. Станом на північ, 28 січня, надходили повідомлення про те, що юристи Legal Aid все ще не отримали доступу до клієнтів, яких затримали в аеропорту імені Кеннеді. У Брукліні протестувальники чекали вердикту під стінами суду.
Також 28 січня обидва іракці, що були затримані в аеропорту, подали позови проти Трампа та уряду США.
Президент США сказав, що його указ «працює чудово. Ви можете це бачити в аеропортах, Ви бачите це всюди». Американський юрист та колишній мер міста Нью-Йорк, Рудольф Джуліані, сказав, що Президент Трамп звернувся до нього за порадою щодо постанови, яку Джуліані описав як «бан мусульман».

## Інші протести
Протести також відбувалися в інших аеропортах США, включаючи аеропорт О'Хара у Чикаго, міжнародний аеропорт Сан-Франциско, аеропорт Лос-Анджелеса, міжнародний аеропорт Сіетл—Такома, міжнародний аеропорт Портленда в Орегоні та в аеропортах Ньюарка, Бостона, Денвера та Далласа. Також протести планувалися у Х'юстоні, Лас-Вегасі, Орландо, Філадельфії та Атланті.
Протест у Сіетлі 28 січня зібрав більше 3000 демонстрантів, там було організовано прес-конференцію, де виступило багато виборних посадовців, включаючи губернатора штату Джея Інслі. Протести у Лос-Анджелесі зібрали близько 200 учасників у суботу. Губернатор штату Вірджинія, Террі Маколіфф, приєднався до демонстрацій в Аеропорту Даллеса у суботу. Мер Марті Волш долучився до протестів у Бостоні в аеропорту Логан.
29 січня приватні особи та організації вийшли на протест до Аеропорту Детройта.
Масові протести у Лондоні заплановані на вечір понеділка, на подію у Facebook зареєструвалися 9000 людей, а ще 16000 висловили своє зацікавлення подією.
Джастін Трюдо, Прем'єр-міністр Канади, сказав, що Канада з радістю прийме біженців, яким відмовили США.
Іран заявив, що жоден громадянин США не буде допущеним у країну, доки указ не скасують.